# Skin Companion EP II
Skin Companion EP II è un EP del musicista australiano Flume, pubblicato il 17 febbraio 2017.

## Tracce
1. Enough (featuring Pusha T) – 3:12
2. Weekend (featuring Moses Sumney) – 4:19
3. Depth Charge – 5:08
4. Fantastic (featuring Dave Bayley) – 4:04